# Alota

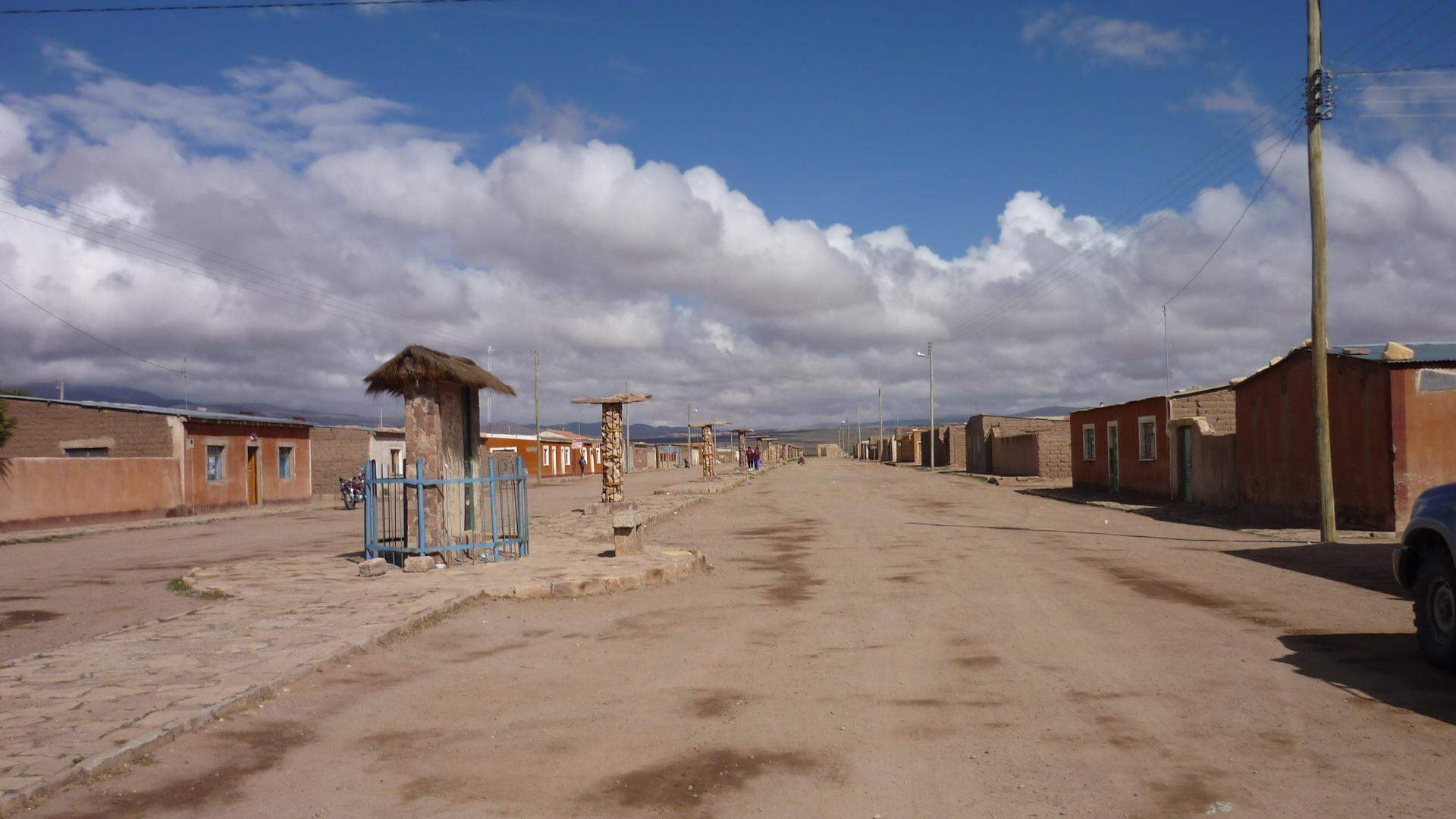
Calle central de Villa Alota con sus "árboles de piedra"

Villa Alota o Alota es una localidad de Bolivia ubicada en el municipio de San Agustín, provincia de Enrique Baldivieso en el departamento de Potosí al suroeste del país. El pueblo se sitúa en un área de planicie, circundado por ondulaciones suaves y más allá rodeado por serranías con pendientes pronunciadas.

## Localización
Villa Alota se sitúa en el Altiplano boliviano a una cota de 3.828 m s. n. m. Se puede acceder a la localidad desde Uyuni por una carretera no asfaltada de 140 km.

## Demografía
La población actual (2011) es de 630 habitantes, nucleados en 120 viviendas. El crecimiento demográfico, con base en los datos censales del 2001, es del 2,4%.

## Actividades económicas
Las principales actividades económicas de la población son: la agricultura, ganadería y el turismo.

## Precipitación
La precipitación histórica media mensual y anual en mm
| Localidad | Altura | Ene  | Feb  | Mar  | Abr | May | Jun | Jul | Ago | Set | Oct | Nov | Dic  | Año |
| --------- | ------ | ---- | ---- | ---- | --- | --- | --- | --- | --- | --- | --- | --- | ---- | --- |
| Alota     | 3 609  | 35.1 | 23.4 | 20.6 | 2.8 | 0.0 | 1.0 | 0.0 | 0.6 | 0.0 | 0.2 | 4.6 | 22.1 | 110 |

### Clima
El clima de Alota es árido frío (BWk), según la clasificación climática de Köppen.